# Archipiélago Mornington

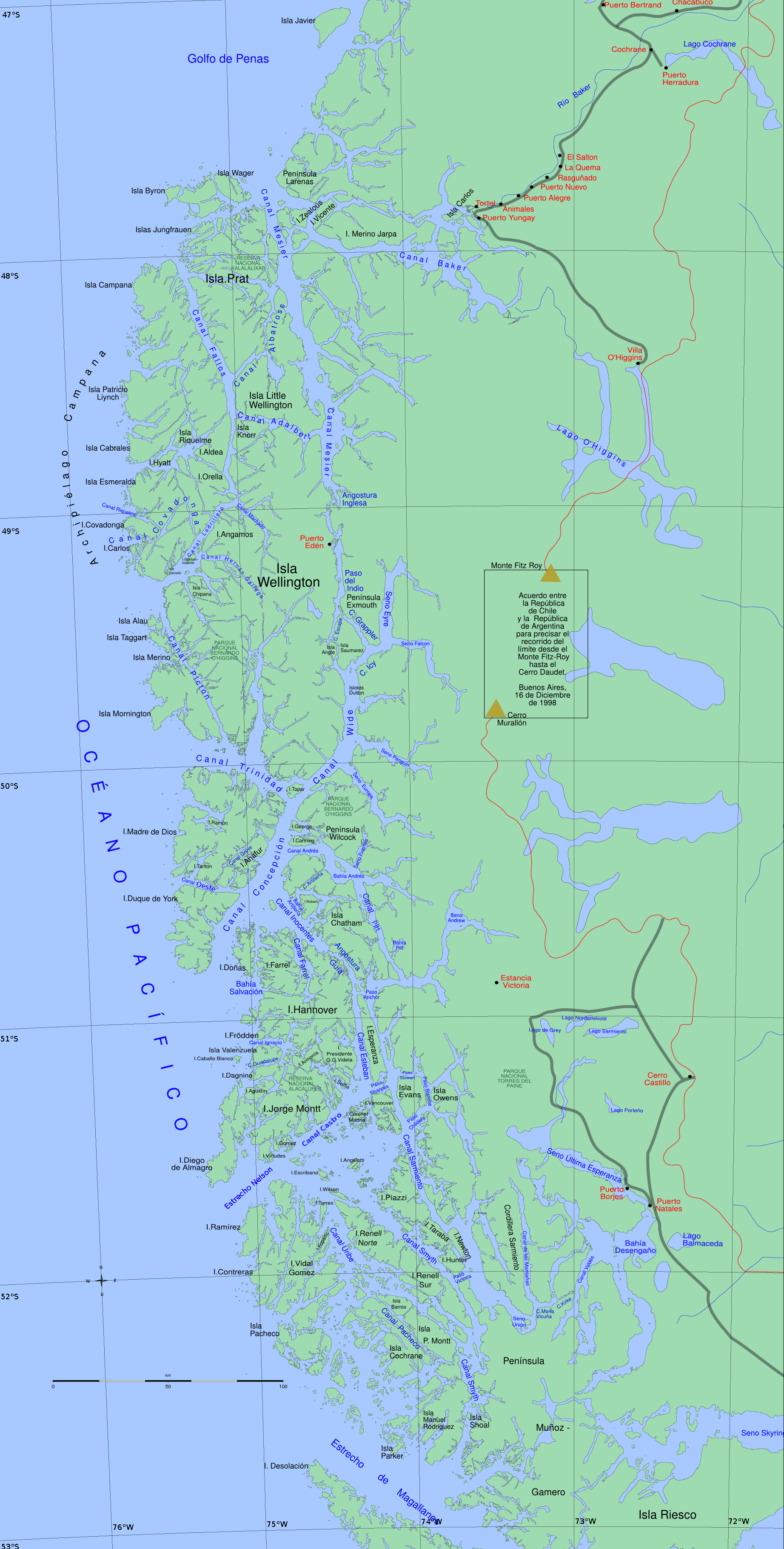
Golfo de Penas - Estrecho de Magallanes

El archipiélago Mornington  está situado en el océano Pacífico en la región austral de Chile, al sur del golfo de Penas. Está formado por la gran isla Mornington y varias islas menores.
Administrativamente pertenece a la provincia Última Esperanza de la XII Región de Magallanes y la Antártica Chilena.
Desde hace aproximadamente 6000 años sus costas fueron habitadas por el pueblo kawésqar. A comienzos del siglo XXI este pueblo había sido prácticamente extinguido por la acción del hombre blanco.

## Ubicación
Mapa del archipiélago
Se extiende en dirección NW-SW por 24 nmi entre el canal Miramar en 49°36′00″S 75°25′30″O / -49.60000, -75.42500 y el canal Trinidad en 49°56′30″S 75°08′00″O / -49.94167, -75.13333. Formado por la gran isla Mornington y los islotes próximos a su costa norte, la isla Van y las rocas Seal por su parte sur.  Sus límites son al norte el canal Miramar, al este el canal Picton, al sur el golfo y el canal Trinidad y al oeste las aguas del océano Pacífico.

## Geología y orografía
Son una sucesión de tierras altas y barrancosas con numerosas cumbres y promontorios muy parecidos entre sí. Sus cabos y puntas terminan en forma abrupta. Lo anterior, unido al silencio y soledad del entorno hacen de estas islas y canales una de las regiones más bellas del planeta.
Las costas son acantiladas y sus canales en general son limpios y abiertos, donde hay escollos estos están invariablemente marcados por sargazos.
Existen alturas bastante notables que sirven para reconocer la entrada a los diferentes senos, canales o bahías. Estas están claramente indicadas en las respectivas cartas y derroteros de la región.
Todo el archipiélago patagónico data de la época terciaria y es producto de la misma causa geológica que hizo aparecer primero la cordillera de la Costa y luego la de los Andes. En la edad glacial, tomó su aspecto actual siendo la continuación hacia el sur de la cordillera de la Costa.
Es de origen ígneo por la clase de roca que lo constituye y por su relieve áspero e irregular, característico de las cadenas de erupción.

## Climatología
La región es afectada continuamente por vientos del oeste y por el paso frecuente de sistemas frontales. Estos sistemas frontales se generan en la latitud 60° S, zona en la que confluyen masas de aire subtropical y masas de aire polar creando un cinturón de bajas presiones que forma los sistemas frontales.
Esta área tiene un clima que se conoce como “templado frío lluviosos” que se extiende desde la parte sur de la X Región de Los Lagos hasta el estrecho de Magallanes. Aquí se registran las máximas cantidades de precipitaciones, en isla Guarello se han alcanzado hasta 9000 mm anuales.
La nubosidad atmosférica es alta, los días despejados son escasos. La amplitud térmica es reducida, la oscilación anual es de aproximadamente 4 °C con una temperatura media de 9 °C. Precipita durante todo el año siendo más lluvioso hacia el otoño.
Existen solo dos estaciones: verano e invierno. El verano comienza en septiembre y los vientos empiezan a rondar del NW al SW. Los días comienza a ser más largos y en octubre puede haber algunos días despejados. En los meses de diciembre, enero y febrero los vientos ya soplan casi exclusivamente del SW con gran intensidad.
Las lluvias, en esta estación, son frecuentes pero no tan persistentes como en el invierno y se presentan bajo la forma de fuertes y copiosos chubascos. La mejor época del año es la que va de febrero a abril. En mayo se observan bravezas de mar que traen mucha marejada. En mayo caen las primeras nevazones las que continúan durante todo el invierno. Las nevazones a veces son tan espesas que la visibilidad se ve reducida a no más de 100 metros. El viento ha rondado al NW. Los meses de junio y julio se consideran los peores del año. El mal tiempo es el estado normal de la región, el buen tiempo es un accidente transitorio.

## Flora y Fauna
En las laderas y hondonadas de los cerros crece un bosque tupido que se afirma en los intersticios de las rocas, los árboles se entrelazan unos con otros. Normalmente no se desarrollan sobre los 50 metros sobre el nivel del mar, pero donde está resguardado del viento dominante sube hasta los 200 y 300 metros sobre dicho nivel.
Sobre la roca desnuda se observa una formación esponjosa sobre la cual crecen líquenes y musgos desde los cuales surge el agua a la menor presión que se ejerza sobre su superficie. Algunos árboles son el haya, el tepú y el canelo.
El reino animal es muy reducido, se pueden encontrar el zorro y algunos roedores. Hay lobos y nutrias. Entre las aves terrestres y acuáticas podemos encontrar el martín pescador, el tordo, el zorzal, el cisne, el pato, el pingüino, el canquén, la gaviota y el quetro o pato a vapor. Entre los peces se encuentran el róbalo, el pejerrey, el blanquillo y la vieja. Entre los mariscos hay centollas, jaibas, erizos y choros

## Fondeaderos y surgideros
La isla Mornington ofrece varios senos y fondeaderos.

## Historia
A contar de 1520, con el descubrimiento del estrecho de Magallanes, pocas regiones han sido tan exploradas como la de los canales patagónicos. En las cartas antiguas la región de la Patagonia, entre los paralelos 48° y 50° Sur, aparecía ocupada casi exclusivamente por una gran isla denominada “Campana” separada del continente por el “canal de la nación Calén”, nación que se supuso existió hasta el siglo XVIII entre los paralelos 48° y 49° de latitud sur.
Desde mediados del siglo XX esos canales son recorridos con seguridad por grandes naves de todas las naciones, gracias a los numerosos reconocimientos y trabajos hidrográficos efectuados en esas peligrosas costas.
Por más de 6000 años estos canales y sus costas han sido recorridas por los kawésqar, indígenas, nómades canoeros. Hay dos hipótesis sobre su llegada a los lugares de poblamiento. Una, que procedían del norte siguiendo la ruta de los canales chilotes y que atravesaron hacia el sur cruzando el istmo de Ofqui. La otra es que procedían desde el sur y que a través de un proceso de colonización y transformación de poblaciones cazadoras terrestres, procedentes de la Patagonia Oriental, poblaron las islas del estrecho de Magallanes y subieron por los canales patagónicos hasta el golfo de Penas. A comienzos del siglo XXI este pueblo había sido prácticamente aniquilado por la acción del hombre blanco.

## Descripción

### Canal Miramar
Mapa del canal
Fluye entre la isla Taggart y las islas e islotes próximos al sector norte de la isla Mornington. Tiene un largo de 9 nmi y un ancho medio de 400 metros. En su parte más angosta se forman escarceos. No ha sido sondado, pero es navegado por goletas loberas y embarcaciones menores. Se recomienda tener a bordo un práctico local. En su lado sur se ubica puerto Nuevo, espacioso y abrigado. Une el canal Picton con el océano Pacífico.

### Isla Mornington
Mapa de la isla
Situada al sur de la isla Taggart y separada de esta por el canal Miramar. Orientada en dirección general NNW-SSE tiene 22½ nmi de largo en esa dirección por 14 nmi de mayor ancho. Es de forma irregular. Por el lado este corre el canal Picton que la separa de la isla Wellington, por el sur el canal Trinidad la separa de la isla Madre de Dios y por el oeste la baña el océano Pacífico. 
Su relieve es bajo en el centro aumentando progresivamente hacia el norte y el sur. En su parte norte está el cerro Taro de 300 metros de alto. En el lado oeste el pico Spartan de 518 metros, en el sector sureste los montes Nares y MacLear de 484 metros, el pico Picton de 630 metros y el monte Gamboa de 484 metros, en la parte sur el monte Tetón y en el extremo suroeste el monte Corso de 554 metros.

### Islas Van
Mapa de las islas
Localizadas 2 nmi al sur de la punta Sakkarah de la isla Mornington. Son dos grupos de islas llamadas grupo oriental y grupo occidental. El paso entre ambos grupos no es navegable porque está sembrado de islotes rocosos. 
El grupo oriental es el más alto de los dos. La isla Peaked tiene 27 metros de altura y es reconocida por su cima puntiaguda. Recalando desde el oriente es la primera en ser ubicada desde 10 nmi de distancia. 
El grupo occidental está formado por islas bajas y rocosas. Sus lados norte y sur están libres de peligros pero al WNW de la isla de más al oeste está la roca Doublé.

### Golfo Trinidad
Mapa del golfo
Su boca hacia el océano Pacífico se abre entre el lado SW de la isla Mornington y el extremo NW de la isla Madre de Dios. Tiene un ancho de 13 nmi y un saco de 7 nmi. En el fondo del saco comienza el canal Trinidad. En su boca occidental las aguas son poco profundas, no más de 73 a 15 metros. 
En su lado norte se forma la bahía Bossi y al sureste se encuentra puerto Henry.

### Canal Trinidad
Mapa del canal
Fluye entre las costas sur de la isla Wellington y de la isla Mornington por su ribera norte y la costa norte de la isla Madre de Dios por su ribera sur. Tiene un largo de 38 nmi entre el cabo Primero y la entrada oriental del paso Caffin. Comunica las aguas de los canales Wide y Concepción con el océano Pacífico. 
Es limpio y profundo, navegable por todo tipo de naves. Cuenta con faros automáticos y balizas como ayudas a la navegación comercial. Excelente alternativa para evitar los temporales y mar gruesa de la boca occidental del estrecho de Magallanes y los posibles atrasos para cruzar la Angostura Inglesa. 
La costa norte del canal es baja y boscosa, pero un poco al interior, 1 a 2 nmi se elevan montes altos. La costa sur tiene cerros escarpados de color gris debido a la piedra caliza y a primera vista parecen tener sus cumbres nevadas. 
La corriente llenante, flujo, corre hacia el este la vaciante, reflujo, hacia el oeste con una intensidad de ½ nudo que aumenta a 1½ en el paso Caffin.